# Gondar Zuria
Gondar Zuria est un des 105 woredas de la région Amhara, en Éthiopie.